# Regatta Prag
Regatta Prag  byl sportovní klub pražských Němců, založen v roce 1868 (jiné publikace uvádějí rok 1882). Jeho spoluzakladatelem byl Emanuel Lachmann. Členem klubu mohli být v prvních letech existence i příslušníci jiných národností, později klub změnil stanovy a stal se výlučně německým. Čeští členové klub opustili a založili International Rowing Club. Kromě veslování a bruslení se v klubu od roku 1891 pěstoval i fotbal. V roce 1896 z klubu odešli téměř všichni fotbalisté a založili DFC Prag. Podle knižní publikace, vydané k výročí 60. let, musel klub existovat ještě ve 20. letech 20. století. Běžně uváděný rok zániku klubu je 1899.
- Regatta byla prvním klubem v českých zemích, který hrál fotbal.
- Regatta byla prvním klubem z českých zemí, který sehrál první mezinárodní zápas v cizině.
- Regatta byla prvním klubem, který sehrál první mezinárodní fotbalový zápas na českém území.

## Přehled mezinárodních fotbalových zápasů
| datum             | místo  | domácí                  | hosté                            | výsledek |
| listopad 1893     | Berlín | TuFC Viktoria 89 Berlín | Regatta Prag                     | 6:1      |
| 31. prosince 1893 | Praha  | Regatta Prag            | TuFC Viktoria 89 Berlín          | 0:7      |
| 25. března 1894   | Praha  | Regatta Prag            | TuFC Viktoria 89 Berlín          | 2:0      |
| 9. prosince 1894  | Praha  | Regatta Prag            | Vienna Cricket and Football-Club | 2:3      |
| 1894              | Praha  | Regatta Prag            | Dresdner FC 1893                 | 0:1      |

## Historické názvy
- Eis- und Ruder Club Regatta Prag (do roku 1896)
- Vereinigsten Ruder- und Fußballclub Regatta Prag (1896 - 1899)